# Ahnfeltiopsis
Phyllophoraceae, rod crvenih algi iz porodice Phyllophoraceae, dio reda Gigartinales. Postoji 28 priznatih vrsta od kojih je tipična morska alga A. linearis, prvi puta opisana 1817. kao Sphaerococcus linearis C.Agardh.

## Vrste
1. Ahnfeltiopsis chnoosporoides (T.Tanaka & Pham-Hoàng Hô) Masuda
2. Ahnfeltiopsis complicata (Kützing) P.C.Silva & DeCew
3. Ahnfeltiopsis densa (J.Agardh) P.C.Silva & DeCew
4. Ahnfeltiopsis devoniensis (Greville) P.C.Silva & DeCew
5. Ahnfeltiopsis durvillei (Bory) P.C.Silva & DeCew
6. Ahnfeltiopsis fastigiata J.A.Lewis & Womersley
7. Ahnfeltiopsis flabelliformis (Harvey) Masuda
8. Ahnfeltiopsis gigartinoides (J.Agardh) P.C.Silva & DeCew
9. Ahnfeltiopsis glomerata (J.Agardh) P.C.Silva & DeCew
10. Ahnfeltiopsis gracilis (Yamada) Masuda
11. Ahnfeltiopsis guangdongensis B.-M.Xia & Y.-Q.Zhang
12. Ahnfeltiopsis hainanensis B.-M.Xia & Y.-Q.Zhang
13. Ahnfeltiopsis hancockii (E.Y.Dawson) J.N.Norris & Fredericq
14. Ahnfeltiopsis humilis (Lindauer) J.A.Lewis & Womersley
15. Ahnfeltiopsis intermedia (Kylin) Stegenga, Bolton & R.J.Anderson
16. Ahnfeltiopsis linearis (C.Agardh) P.C.Silva & DeCew - tipična
17. Ahnfeltiopsis masudae B.-M.Xia & Y.-Q.Zhang
18. Ahnfeltiopsis okamurae P.C.Silva & DeCew
19. Ahnfeltiopsis paradoxa (Suringar) Masuda
20. Ahnfeltiopsis polyclada (Kützing) P.C.Silva & DeCew
21. Ahnfeltiopsis pusilla (Montagne) P.C.Silva & DeCew
22. Ahnfeltiopsis pygmaea (J.Agardh) P.C.Silva & DeCew
23. Ahnfeltiopsis quinhonensis (Pham-Hoang Ho) Masuda
24. Ahnfeltiopsis serenei (E.Y.Dawson) Masuda
25. Ahnfeltiopsis smithii (W.R.Taylor) K.M.Dreckmann & I.Stout
26. Ahnfeltiopsis triquetrifolia Masuda & Kogame
27. Ahnfeltiopsis vermicularis (C.Agardh) P.C.Silva & DeCew
28. Ahnfeltiopsis yamadae (Segawa) Masuda